# Kiphire (distrikt)
Kiphire (hindi: कैफाइर जिला) er et distrikt i den indiske delstat Nagaland. Distriktets hovedstad er Kiphire. 

## Demografi
Ved folketællingen i 2011 var der 74,033 indbyggere i distriktet. Den urbane befolkningen udgør 22,28 % af befolkningen.
Børn i alderen 0 til 6 år udgjorde 19,36 % i 2011 mod 16,14 % i 2001. Antallet af piger i den alder per tusinde drenge er 955 i 2011 mod 936 i 2001.